# 中枝村
中枝村（なかえだそん）は、徳島県麻植郡にあった村。現在の吉野川市美郷の西部および美馬市木屋平の北東の一角にあたる。

## 地理
- 山岳 ： 高越山
- 河川 ： 川田川、東山谷川

## 歴史
- 1889年（明治22年）10月1日 - 町村制の施行により、中村山村および別枝山村の大部分・桁山村の一部の区域をもって発足。
- 1955年（昭和30年）1月1日 - 分割し、大字中村山のうち字二戸・木中・今丸・南二戸・東野々脇・西野々脇が木屋平村に編入。残部が東山村の一部（字樋山路を除く）・三山村の一部（字小竹・品野・中筋・高尾野・川俣・刷石・毛無・土井奥・峠・湯殿）と合併して美郷村が発足。同日中枝村廃止。